# Oleksandr Kostjantynovyč Bohomazov
Oleksandr Kostjantynovyč Bohomazov (in ucraino Олександр Костянтинович Богомазов?; in russo Александр Константинович Богомазов?, Aleksandr Konstantinovič Bogomazov; Jampil', 7 aprile 1880 (26 marzo) – Kiev, 3 giugno 1930) è stato un pittore ucraino, noto artista e teorico dell'arte moderna delle avanguardie russe (storicamente il termine "avanguardie russe" si riferisce all'arte di tutti i paesi che facevano parte della Russia/URSS all'inizio del XX secolo). Nel 1914 Oleksandr scrisse il suo trattato L'arte della pittura e gli elementi. In esso analizza l'interazione tra Oggetto, Artista, Dipinto e Spettatore e pone le basi teoriche dell'arte moderna. Durante la sua vita artistica Oleksandr Bohomazov ha imparato diversi stili artistici. I più noti sono il cubo-futurismo (1913–1917) e lo spettralismo (1920–1930)..

## Biografia
Oleksandr Bohomazov nacque a Jampil', nel Governatorato di Charkiv, secondo figlio di Konstjantyn Bohomazov. Sua madre Anisia abbandonò la famiglia poco dopo il suo battesimo. La sua origine etnica era russa, ma Oleksandr trascorse praticamente tutta la sua vita a Kiev.
Dal 1896 al 1902 Oleksandr Bohomazov frequentò l'Istituto per l'agricoltura di Cherson. Dal 1902 al 1905 frequentò la Scuola d'Arte di Kiev (KKHU) e allo stesso tempo teneva stretti contatti con Oleksandr Archypenko e Aleksandra Ėkster.
Nel 1905 partecipò a manifestazioni e scioperi politici. Nello stesso anno fu espulso dalla Scuola d'Arte di Kiev. Nel 1906 studiò nello studio di S. Swiatoslavskiy. Bohomazov tenne una mostra a Kiev, insieme ad Archypenko. Quell'anno si trasferì a Mosca e divenne studente di Fëdor Rerberg e Konstantin Juon.
Nel 1907 tornò a Kiev. Dopo il 1907 espose regolarmente a Kiev, con l'Associazione degli artisti russi e la Società degli artisti indipendenti di Mosca. Nel 1908 partecipò alla mostra con il gruppo di artisti Zveno (Il Collegamento) a Kiev insieme a David Burljuk, Vladimir Burljuk, Aleksandra Ėkster e altri.
Nel 1911 viaggiò in Finlandia. Dal 1912 al 1915 insegnò in una scuola per sordomuti a Kiev. Dal 1913 al 1914 studiò le opere dei futuristi italiani. Fu in quel periodo che sviluppò le sue teorie artistiche e pubblicò il suo saggio L'arte della pittura e gli elementi. Nel 1914 organizzò la mostra Kil'ce ("L'anello") a Kiev, insieme ad Aleksandra Ėkster, Ėvhen Konopac'kyj ed altri. Nel 1915 Bohomazov si trasferì nel Caucaso, dove lavorò come insegnante e pittore.
Nel 1919 insegnò al Primo studio statale per dipinti e arte decorativa di Kiev. Dal 1919 al 1920 fu a capo del dipartimento di educazione artistica presso il Commissariato Ucraino per l'Arte Visiva. Allo stesso tempo fu il cofondatore dell'Agit-Prop ucraina e creò progetti per il movimento Agitprom. Dal 1922 al 1930 insegnò all'Accademia d'Arte di Kiev (KChI) insieme a Vadym Meller, Vladimir Tatlin, Viktor Palmov. Nel 1927 fu membro fondatore dell'Associazione dei Maestri Rivoluzionari dell'Ucraina (ARMU), insieme a D. Burljuk, V. Meller, V. Palmov, V. Jermylov e altri. Nello stesso anno partecipò alla mostra tutta ucraina Dieci anni di ottobre (Charkiv, Kiev, Odessa), insieme a Tatlin, Meller, Palmov, Epštejn, tra gli altri.
Oleksandr Bohomazov morì il 3 giugno 1930 a Kiev.

## Galleria d'immagini

Dipinti di Oleksandr Bohomazov
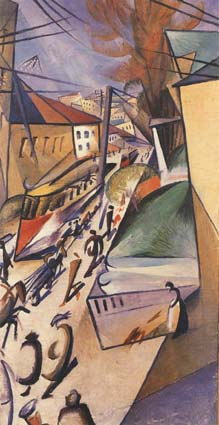
"Tram." 1914, olio su tela, circa 150х80 sm. collezione privata
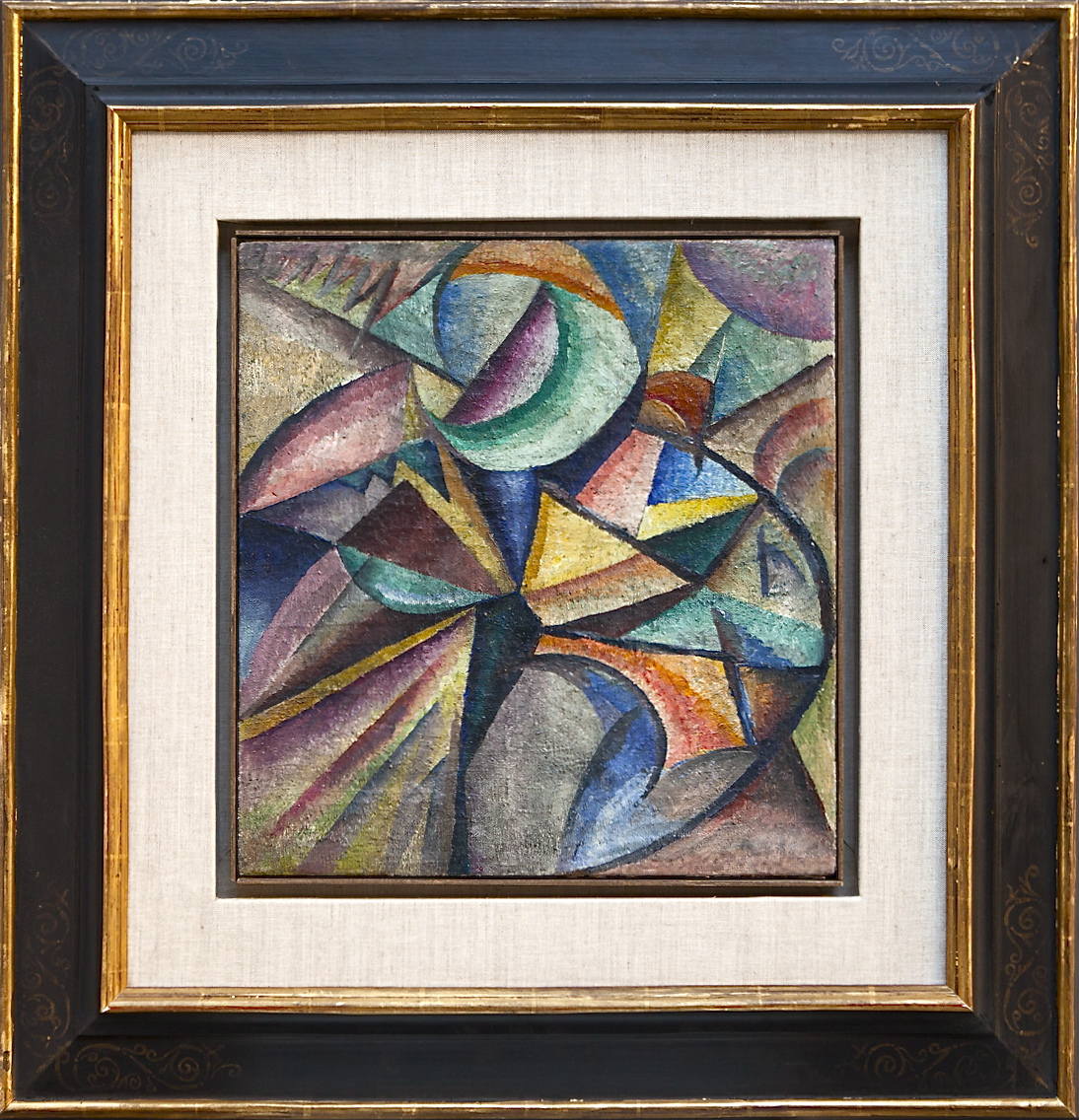
"Composizione N2." 1914-1915. M.T. Abraham Foundation.
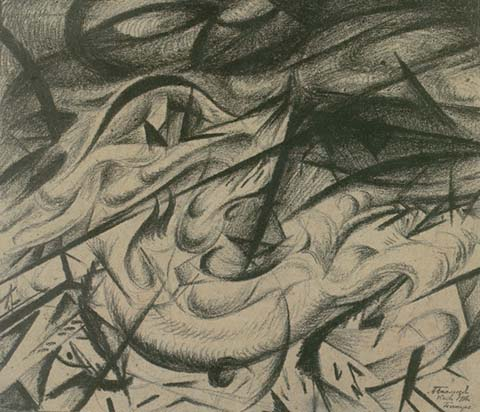
"Incendio a Kiev." 1916. Gesso su carta. 27х32 sm. National Art Museum of Ukraine (NAMU), Kiev
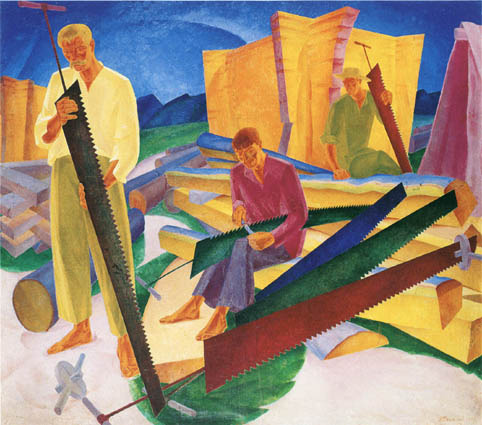
"Accarezzando le seghe", 1927. olio su tela
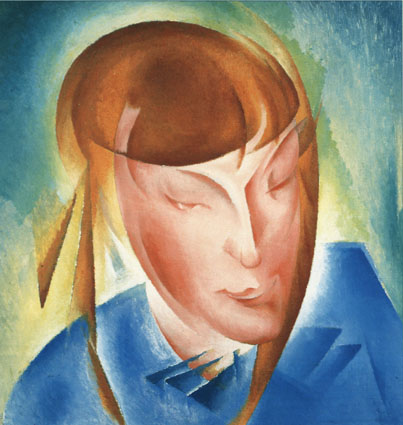
"Ritratto della figlia", 1928. olio su tela